# Mathieu Carle
Mathieu Carle (* 30. September 1987 in Gatineau, Québec) ist ein kanadischer Eishockeyspieler, der zuletzt bei den Adler Mannheim aus der Deutschen Eishockey Liga unter Vertrag stand.

## Karriere
Mathieu Carle begann seine Karriere als Eishockeyspieler in der kanadischen Juniorenliga QMJHL, in der er von 2003 bis 2007 für die Acadie-Bathurst Titan und Huskies de Rouyn-Noranda aktiv war. Im Jahr 2004 wurde er in das All-Rookie Team der Liga gewählt. Während seiner QMJHL-Zeit wurde er zudem im NHL Entry Draft 2006 in der zweiten Runde als insgesamt 53. Spieler von den Canadiens de Montréal ausgewählt. Von 2007 bis 2011 kam der Verteidiger jedoch fast ausschließlich nur für deren Farmteam Hamilton Bulldogs in der American Hockey League zum Einsatz, bei denen er zu den Führungsspielern gehörte. Zudem vertrat er die Bulldogs 2011 beim AHL All-Star Classic. Für die Canadiens de Montréal stand er ausschließlich in der Saison 2009/10 in drei Spielen in der National Hockey League auf dem Eis. Am 15. Juli 2011 wurde er im Tausch gegen Mark Mitera zu den Anaheim Ducks transferiert, spielte in der Saison 2011/12 jedoch ausschließlich für deren AHL-Farmteam Syracuse Crunch.
Zur Saison 2012/13 wurde Carle von Dinamo Riga aus der Kontinentalen Hockey-Liga verpflichtet. Nachdem Dinamo keine Chance mehr auf das Erreichen der KHL-Playoffs hatte, wurde Carle im Januar 2013 an den  Genève-Servette HC aus der National League A abgegeben.
Im Juni 2013 wurde Carle vom KHL Medveščak Zagreb aus der Kontinentalen Hockey-Liga unter Vertrag genommen.
Der amtierende deutsche Meister Adler Mannheim verpflichtete Carle im Juli 2015 für zwei Jahre.

## Erfolge und Auszeichnungen
- 2004 Bronzemedaille bei der World U-17 Hockey Challenge
- 2004 LHJMQ All-Rookie Team
- 2011 Teilnahme am AHL All-Star Classic

## Karrierestatistik
Stand: Ende der Saison 2015/16
(Legende zur Spielerstatistik: Sp oder GP = absolvierte Spiele; T oder G = erzielte Tore; V oder A = erzielte Assists; Pkt oder Pts = erzielte Scorerpunkte; SM oder PIM = erhaltene Strafminuten; +/− = Plus/Minus-Bilanz; PP = erzielte Überzahltore; SH = erzielte Unterzahltore; GW = erzielte Siegtore; 1 Play-downs/Relegation; Kursiv: Statistik nicht vollständig)